# مقبرة فيينا المركزية

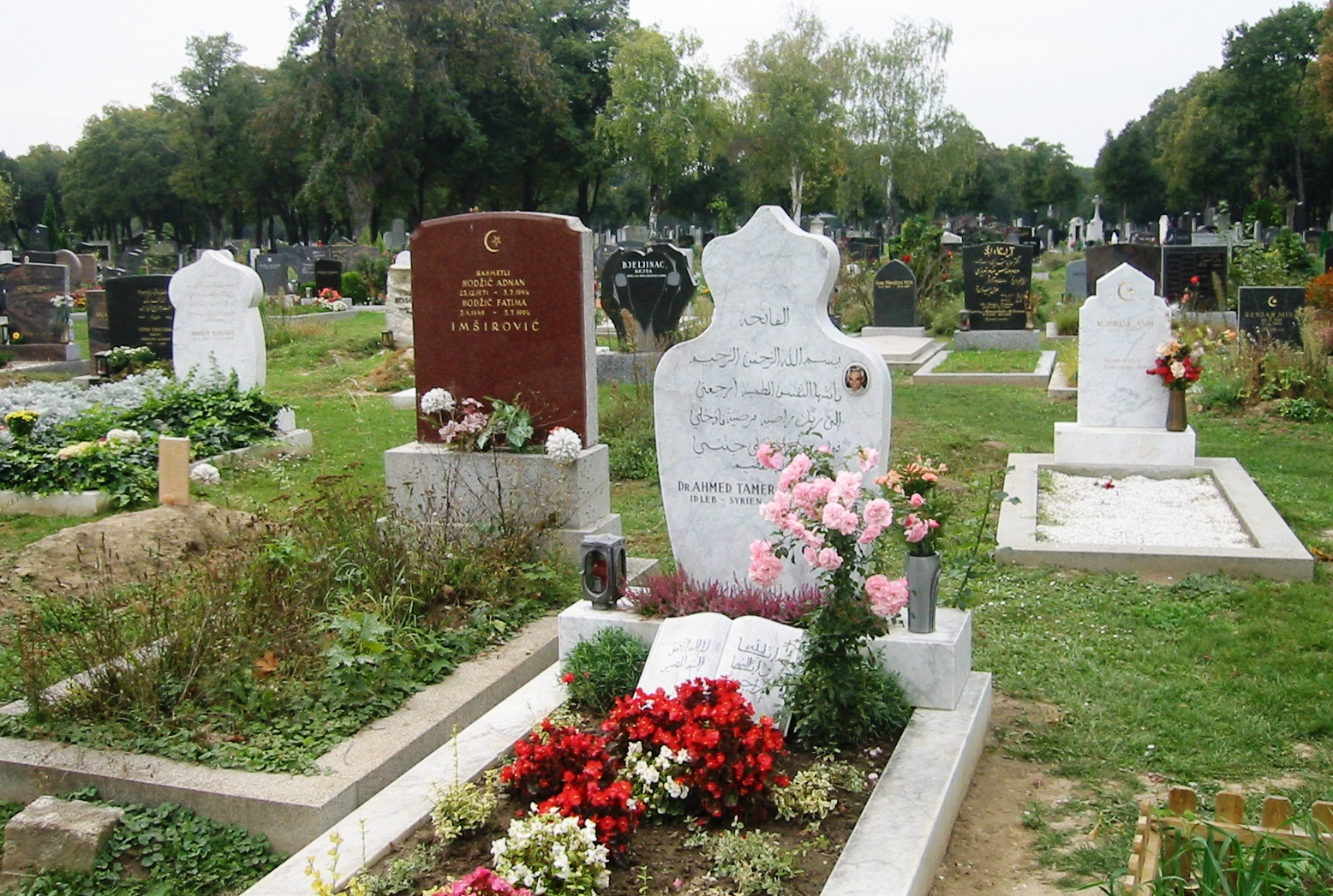
القسم الإسلامي في المقبرة المركزية

مقبرة فيينا المركزية (بالألمانية: Wiener Zentralfriedhof) هي مقبرة تقع (خلافًا لما قد يوحي به الاسم) على أطراف العاصمة النمساوية فيينا. تعد إحدى أكبر المقابر في العالم، وأكبر مقابر أوروبا من حيث عدد المدفونين فيها، وأشهر مقابر فيينا ـ التي يقارب عددها الخمسين مقبرة ـ على الإطلاق.
افتُتحت المقبرة في يوم عيد جميع القديسين (1 نوفمبر) من سنة 1874، ولم يقتصر الدفن فيها على طائفة دينية دون أخرى، وهو مما اعترضت عليه حينه الدوائر المحافظة في الكنيسة الكاثوليكية. ولبعد المقبرة عن قلب المدينة واجهت في البدء صعوبات في جذب المواطنين إلى دفن موتاهم هناك، ولذلك نقلت بلدية فيينا رفات العديد من المشاهير من مقابر متفرقة في المدينة إلى المقبرة المركزية، منهم الموسيقيين الكبار سالييري وبيتهوفن وشوبرت وعدد من الشخصيات التاريخية.
تضم المقبرة شواهد على تاريخ النمسا الحديث من مشاهير وأحداث تاريخية، فإلى جانب كبار مشاهير نهايات الحقبة الامبراطورية تضم المقبرة رفات قتلى الحربين العالميتين والثورات التي شهدتها النمسا، إضافة إلى ضحايا الإعدامات التي قام بها النازيون، وتشتمل كذلك على جزء يهودي تأسس عام 1877 يضم رفات أبناء الجالية اليهودية التي كانت كبيرة في ذلك الحين، وجزء إسلامي صغير افتتح عام 1890.
وقد خلد الموسيقي النمساوي فولفغانغ أمبروس ذكرى افتتاح المقبرة بأغنية بعنوان «تحيا المقبرة المركزية» (بالألمانية: Es lebe der Zentralfriedhof) كتبها سنة 1975، في ذكرى مرور قرن على افتتاح المقبرة.
دُفن أول مسلم في المقبرة المركزية سنة 1876، غير أن الدفن كان يتم في تابوت ـ وفقًا للقانون النمساوي ـ لا في أكفان وفقًا للشريعة الإسلامية. وقد افتُتحت مقبرة إسلامية جديدة للجالية الإسلامية في النمسا في ضاحية ليسنغ بفيينا في 3 أكتوبر 2008.

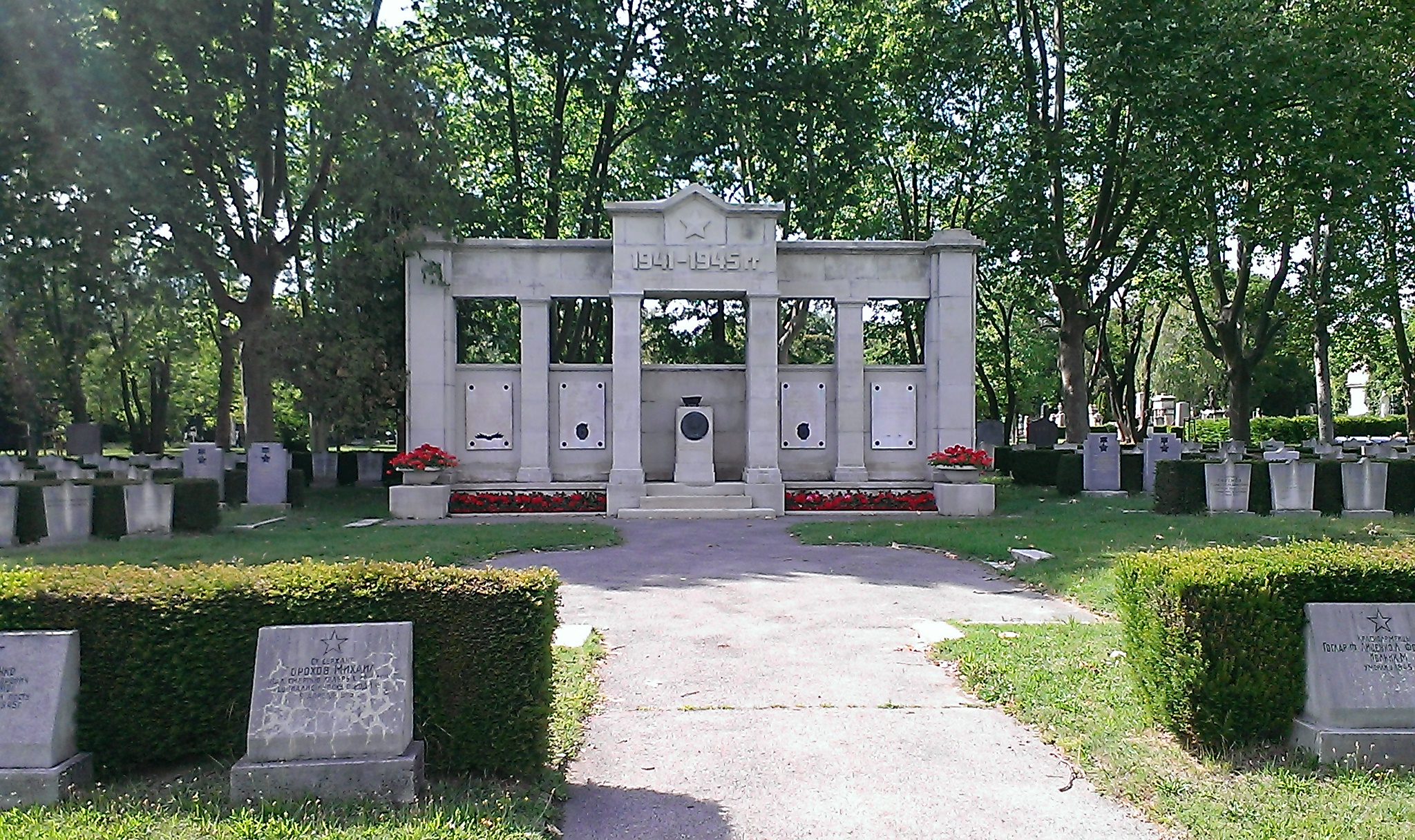
مقبرة قتلى الجيش الأحمر في معركة فيينا (1945)

## من مشاهير المدفونين بالمقبرة
- أدولف لوس (1870 ـ 1933): معماري.
- أرتور شنتسلر (1862 ـ 1931): كاتب.

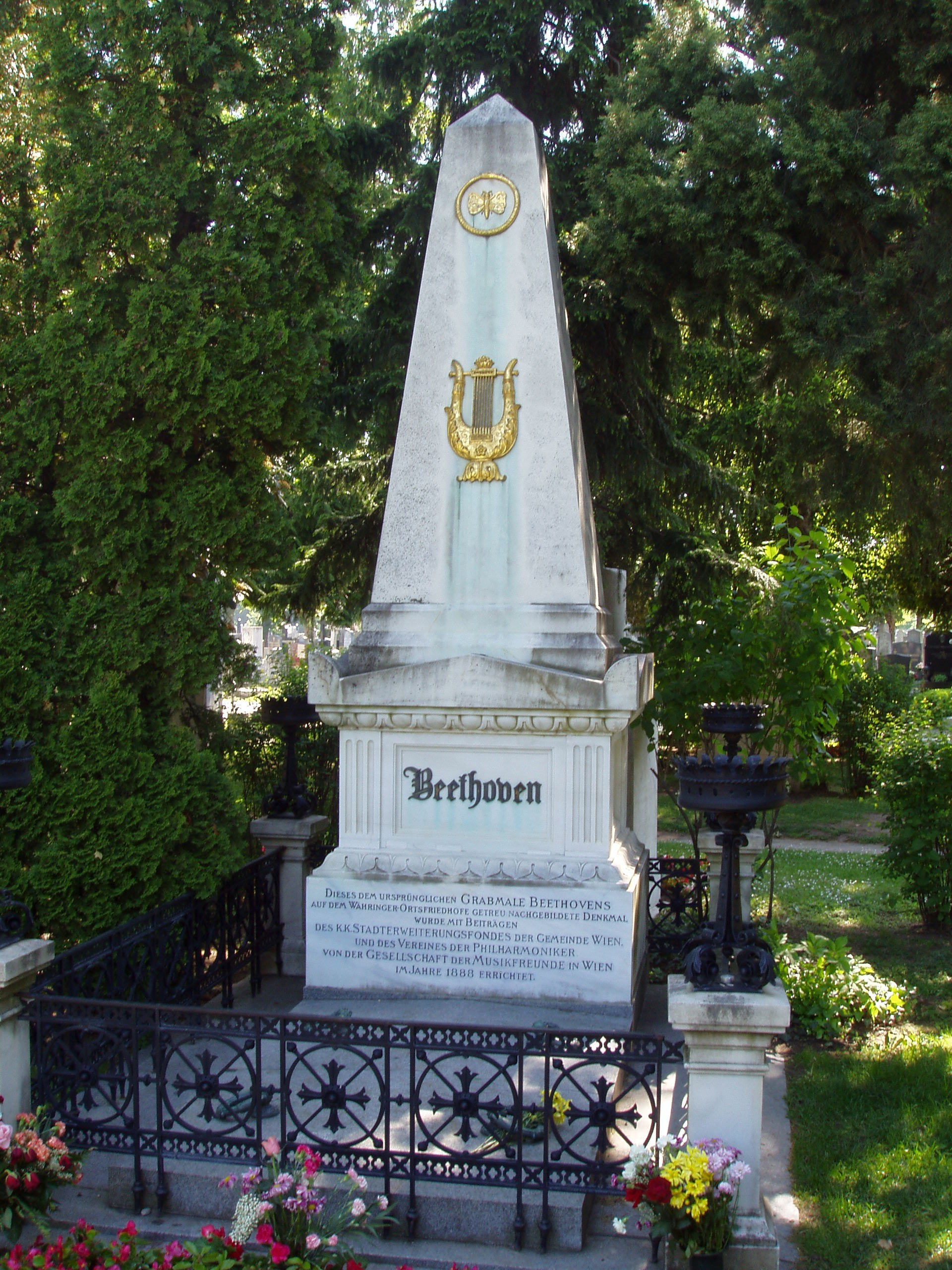
قبر بيتهوفن في المقبرة المركزية

- أرنولد شوينبيرغ (1874 ـ 1951): مؤلف موسيقي.
- باولا فون بريرادوفيتش (1887 ـ 1951): كاتبة.
- برونو كرايسكي (1911 ـ 1990): سياسي.
- توماس كلستيل (1932 ـ 2004): رئيس النمسا (1992 ـ 2004).
- تيودور بيلروت (1829 ـ 1894): جراح.
- روبرت شتولتس (1880 ـ 1975): مؤلف موسيقي.
- غابرييله بوسانر (1860 ـ 1940): أول طبيبة نمساوية.
- فرانز شوبرت (1797 ـ 1828): مؤلف موسيقي.
- فولف ألباخ ريتي (1906 ـ 1967): ممثل نمساوي.
- كارل تشيرني (1791 – 1857): مؤلف موسيقي وعازف بيانو وأستاذ.
- كارل رينر (1870 ـ 1950): سياسي.
- .كارل كراوس (1874 - 1936) كاتب.
- كارل لويغر (1844 ـ 1910): سياسي
- كريستوف فيليبالد غلوك (1714 ـ 1787): مؤلف موسيقي.
- كورت فالدهايم (1917 ـ 2007): رئيس النمسا وأمين عام الأمم المتحدة.
- لودفيغ بولتزمان (1844 ـ 1906): عالم فيزياء ورياضيات.
- لودفيغ فان بيتهوفن (1770 ـ 1827): مؤلف موسيقي (دُفن عند وفاته في مقبرة فارينغ في الشمال الغربي من فيينا، ثم نُقلت رفاته إلى المقبرة المركزية سنة 1888).[6]
- ليوبولد فيغل (1902 ـ 1965): سياسي.
- ماتياس زينديلار (1903 ـ 1939): لاعب كرة قدم.
- هوغو فولف (1860 ـ 1903): مؤلف موسيقي.
- يوليوس راب (1891 ـ 1964): مستشار النمسا.
- يوهانس برامس (1833 ـ 1897): مؤلف موسيقي.
- يوهان شتراوس الأب (1804 ـ 1849): مؤلف موسيقي.
- يوهان شتراوس الابن (1825 ـ 1899): مؤلف موسيقي.
- كونراد فون هوتسندورف (1852-1925): رئيس هيئى ة أركان جيش النمسا-المجر في الحرب العالمية الأولى
- فيكتور آدلر (1852-1918) سياسي، مؤسس الحزب الاشتراكي الديمقراطي النمساوي
- فريدريش آدلر (1879-1960): سياسي اشتراكي نمساوي. مؤسس ورئيس الاشتراكية الدولية
- ميرا لوبه (1913-1995): كاتبة أدب أطفال